# Ross Marquand
 (mars 2023).
Pour les articles homonymes, voir Marquand.
Ross Marquand né le 22 août 1981 à Fort Collins, dans le Colorado est un acteur et imitateur américain. Il se fait connaître grâce au rôle de Aaron dans la série télévisée américaine The Walking Dead.

## Biographie
Ross Marquand est né à Fort Collins au Colorado. Il joue pour la première fois la comédie à l'âge de neuf ans dans un spectacle paroissial. Peu de temps après, il rejoint les Boy Scouts of America (où il atteindra le grade de Eagle Scout) et commence à imiter des célébrités autour du feu de camp. Il possède des origines françaises.
Après avoir déménagé à Los Angeles, Ross Marquand décroche rapidement des rôles dans plusieurs films indépendants et séries de télévision. En 2015, il rejoint le casting de la série The Walking Dead, dans le rôle d'Aaron.

## Filmographie

### Télévision

#### Séries télévisées
- 2006 : LA Forensics (saison 1, épisode 15 : Under the Rug) : agent du FBI
- 2009 : I Heart Vampires : journaliste de Siona
  - (saison 1, épisode 05 : Undercover Confessors)
  - (saison 1, épisode 16 : Desperately Seeking Siona: Part 1)
  - (saison 1, épisode 17 : Desperately Seeking Siona: Part 2)
  - (saison 1, épisode 18 : From the Heart: Part I)
  - (saison 1, épisode 19 : From the Heart: Part II)
- 2012 : The Flipside  (programme court) (saison 1, épisode 04 : Second Chance)
- 2014 : The Impression Guys (6 épisodes) : Ross Marvin
- 2013 : Conan :
  - (saison 3, épisode 84 : Press 'Pound' for Murder) : James Gandolfini (voix)
  - (saison 5, épisode 31) : Christopher Walken (voix)
- 2013 : Mad Men (saison 6, épisode 05 : Naufrage) : Paul Newman
- 2014 : Phinéas et Ferb (Phineas and Ferb) : Han Solo (voix)
  - (saison 4, épisode 31 : Phinéas et Ferb : Mission Star Wars (1re partie))
  - (saison 4, épisode 32 : Phinéas et Ferb : Mission Star Wars (2e partie))
- 2015 - 2022 : The Walking Dead : Aaron - (récurrent saison 5, principal depuis la saison 6)
- 2021 : What If...? : Crâne Rouge (épisode 1) / Ultron (épisode 8 et 9)

### Cinéma

#### Longs métrages
- 2009 : A Lonely Place for Dying : Nikolai Dzerzhinsky
- 2010 : Happily After : Tristan
- 2010 : Woodshop : Gary
- 2012 : Broken Roads : David Warwick
- 2013 : Down and Dangerous : Henry Langlois
- 2014 : Amira and Sam : Greg
- 2014 : Camera Trap : Jack
- 2015 : Spare Change : M. Hartman
- 2018 : Avengers: Infinity War : Crâne rouge
- 2019 : Avengers: Endgame : Crâne rouge
- 2022 : Doctor Strange in the Multiverse of Madness : Sentinelles Ultron (voix)

#### Courts métrages
- 2006 : Love Sick : [Qui ?]
- 2007 : The Deadening : Newscaster
- 2007 : Saturday Night Special Aaron Nash
- 2008 : Kate Wakes : Neighbor
- 2008 : Sex and Los Angeles : Detective
- 2008 : There Will Be Bud : Daniel Puffington
- 2009 : The Inappropriate Behavior of Our Alleged Loved Ones : Eric
- 2010 : Slings and Arrows : Charley
- 2011 : The Congregation : John Christner
- 2012 : Sabbatical : [Qui ?]
- 2012 : Eden : Max
- 2013 : Une Libération : Jean
- 2013 : The Program : Michael
- 2013 : Christmas Party Conversations: Part I (programme court) : Angry Young Dad
- 2015 : Lucid : Sam